# Catgirl

Wikipe-tan jako catgirl.

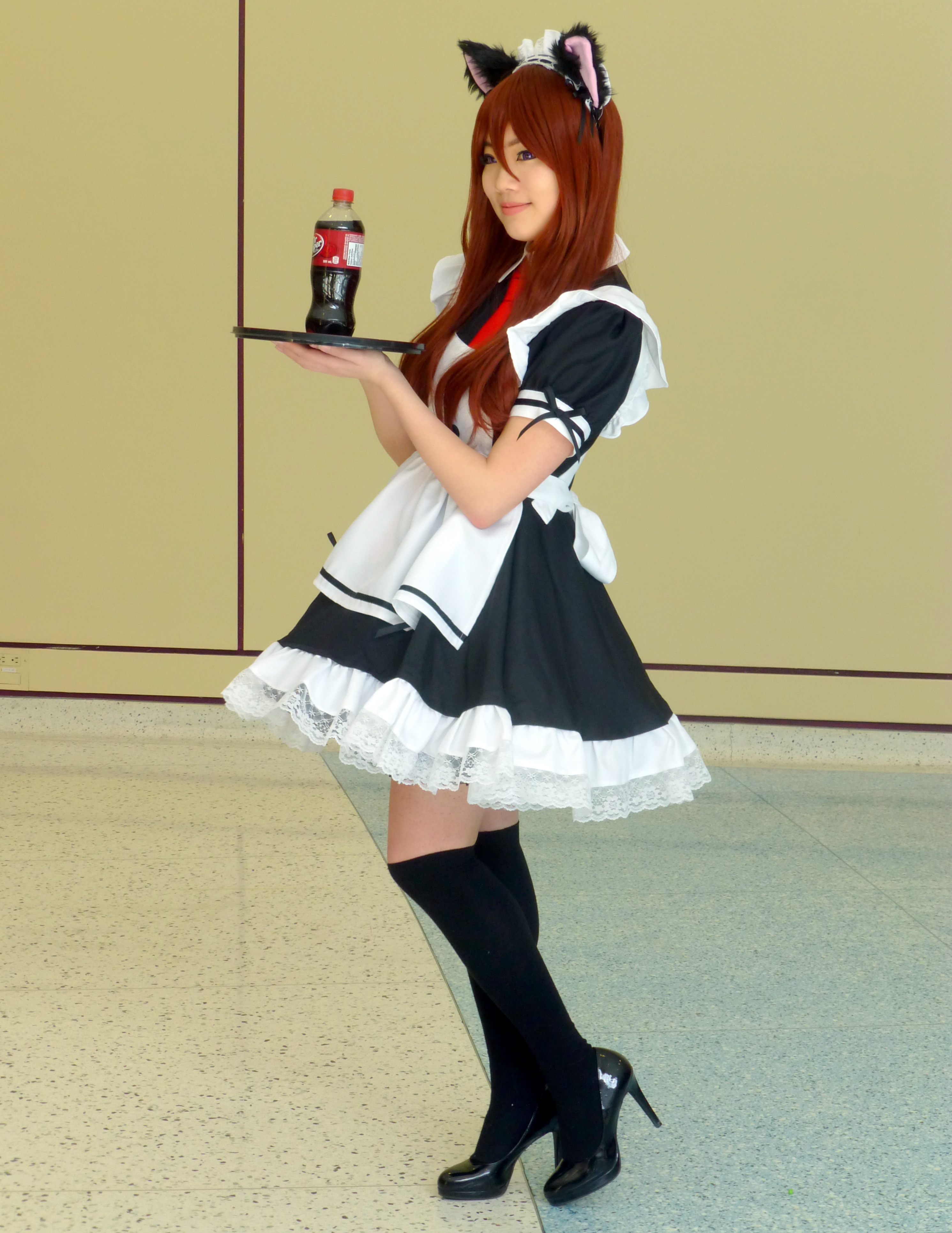
Cosplayerka przebrana za catgirl w stroju stereotypowej francuskiej pokojówki.

Catgirl (pot. kotodziewczynka) – określenie rodzaju osoby płci żeńskiej, która ma ludzkie ciało z kocimi cechami takimi jak uszy, ogon, oczy, czasem pazury lub futrzane bikini, które zazwyczaj są dla niej naturalnymi częściami ciała, a nie ubiorem (nie jest tak zawsze – czasem catgirls noszą sztuczne uszy, ogon, łapy, mają długie, ludzkie paznokcie o wyglądzie zbliżonym do pazurów itp.). Także ich manieryzmy są zbliżone do kocich (np. charakterystyczny uśmiech o kształcie zbliżonym do cyfry 3 i Faux Paw, czyli charakterystyczne zaciskanie pięści w celu osiągnięcia wyglądu dłoni zbliżonego do kociej łapy). 
Dziewczyny-koty są czasami spotykane w anime i mandze, a także w grach komputerowych. Catgirl mogą (ale nie muszą) nosić duże rękawiczki bądź buty imitujące łapy. Męskim odpowiednikiem catgirl jest catboy (pot. kotochłopiec); postacie catboyów zwykle występują w yaoi i zazwyczaj są archetypem uke. Postacie catgirls często są seksualizowane i/lub nadaje się im cechy moe, aby bardziej przypadły do gustu widowni (fanserwis). Pierwsze wzmianki o japońskich catgirls sięgają 1769 roku; inne formy koto-kobiet są o wiele starsze i pojawiają się w mitologii egipskiej (np. Bastet). 
W Japonii dziewczyny-koty zwane są nekomimi (jap. 猫耳, dosł. „kocie uszy”) lub nekomusume (jap. 猫娘, dosł. „kocia córa”). Inne zwierzęce kombinacje, najczęściej ssaki jak bunnygirls (dziewczyny-króliczki), foxgirls (dziewczyny-lisy), cowgirls (dziewczyny-krowy) czy rzadziej doggirls (dziewczyny-psy), określa się jako kemonomimi (jap. 獣耳, etymologia: kemono – „dzikie zwierzę” i mimi – „ucho”).
Japońskie dziewczyny-koty przedstawiane są z pionowymi źrenicami, uszami i ogonami. Ich zachodnie odpowiedniki – znane jako anthro (to określenie odnosi się do wszelkich ludzko-zwierzęcych istot, nie tylko tych zbliżonych do kotów) – wyglądają bardziej zwierzęco, przyjmując postać humanoidalnych zwierząt (pojawiają się np. w serialach dla dzieci, przykładem są postacie ze Zwariowanych melodii), a także istot o wyglądzie zbliżonych do kotołaków czy wilkołaków. Z tego względu anthro są wykorzystywane jako fursony przez osoby furry.